# 新境目トンネル

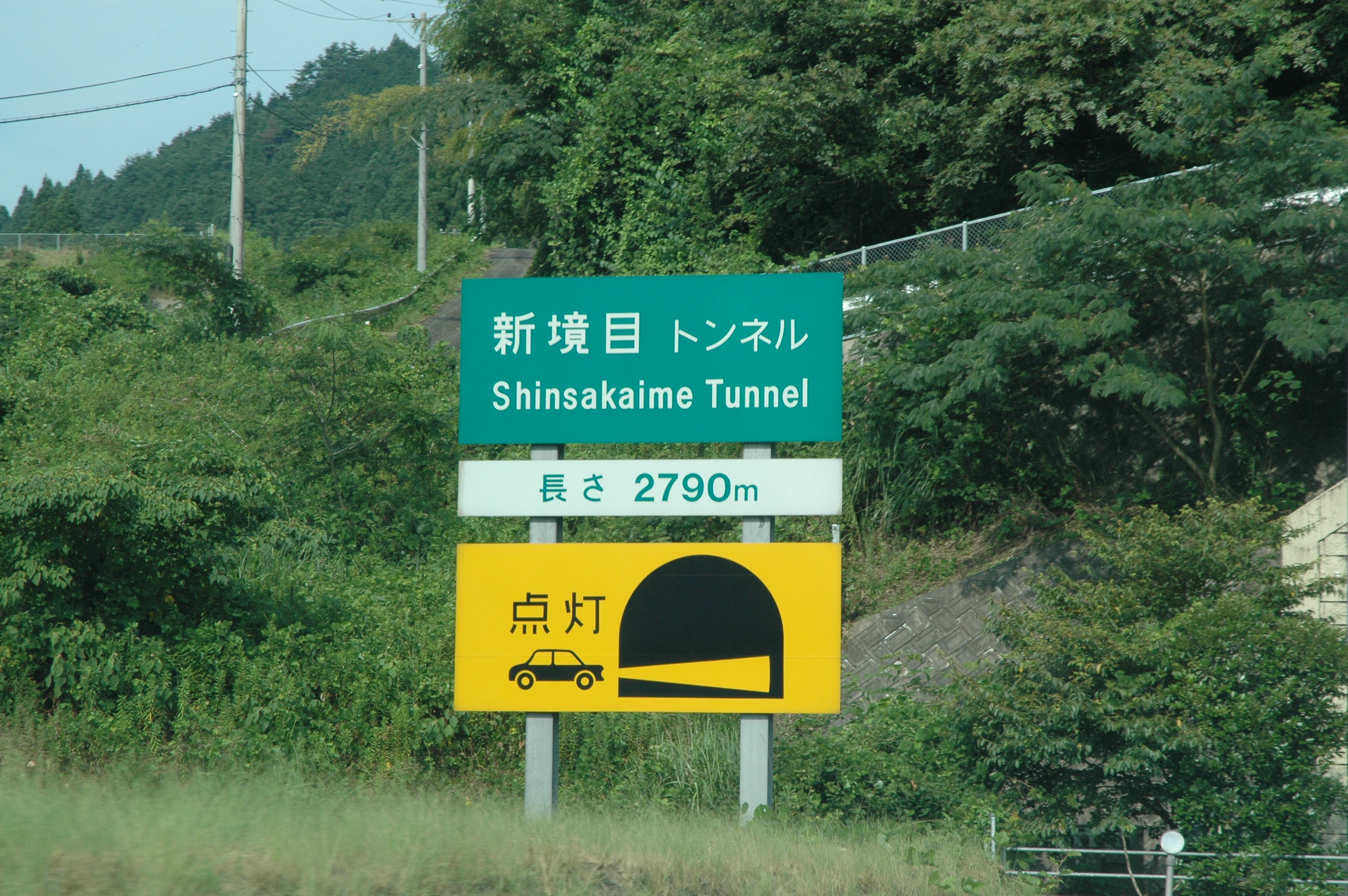
徳島道・新境目トンネル（東側入口）

新境目トンネル（しんさかいめトンネル）は、徳島自動車道川之江東JCTと井川池田ICの間にあるトンネル。

## 概要
- 道路 徳島自動車道
- 所在地 徳島県三好市池田町佐野/愛媛県四国中央市下川町
- 全長 2,794m
- 県境は徳島側出口より約900mの地点にあり、側壁にはタイルで「←愛媛 徳島→」と書かれている。走行中でもハッキリ見えるよう、横方向に非常に長い。